# Alfred Neuschler

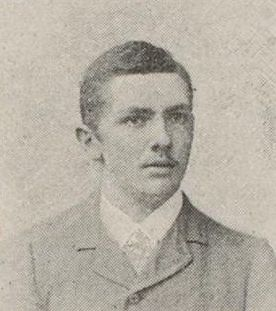
Alfred Neuschler, um 1894

Alfred Neuschler (* 27. August 1874 in Stuttgart; † 22. August 1975 ebenda) war ein württembergischer Verwaltungsjurist. 

## Leben
Neuschlers Vater war praktischer Arzt. Nach dem Besuch des Eberhard-Ludwigs-Gymnasiums Stuttgart (Abitur 1892) studierte er Rechtswissenschaften in Tübingen, Berlin und Leipzig. Er war ab 1893 Mitglied der Studentenverbindung Akademische Gesellschaft Stuttgardia Tübingen. Er legte 1897 die erste und 1900 die zweite Staatsprüfung ab. 1900 wurde er in Tübingen zum Dr. iur. promoviert.
Er trat 1900 in die württembergische Innenverwaltung ein. Von 1901 bis 1904 war er in Ulm tätig, zunächst beim Oberamt Ulm als stellvertretender Amtmann, ab 1902 als Amtmann und schließlich ab 1903 als Kollegialhilfsarbeiter bei der Regierung des Donaukreises. Von 1904 bis 1906 war er im württembergischen Innenministerium tätig.
Von 1906 bis 1909 leitete er als Oberamtmann das Oberamt Brackenheim. Ab 1909 war er wieder im württembergischen Innenministerium tätig, zunächst als Regierungsrat, ab 1913 als Ministerialrat und ab 1918 als Vortragender Rat und Leiter des Geschäftsteils VIII (Wohnungswesen); nebenamtlich war er Vorstand der württembergischen Wohnungsbaukreditanstalt.
1926 wurde er Präsident (im Range eines Ministerialdirektors) der Württembergischen Gebäudebrandversicherungsanstalt und der Abteilung für das Hochbauwesen im Innenministerium; nebenamtlich war er Mitglied des Disziplinarhofs für Staatsbeamte und (bis 1929) Vorsitzender des Disziplinarhofs für Körperschaftsbeamte.
Er trat am 31. August 1939 in den Ruhestand. 1946 wurde er Präsident des Verwaltungsgerichtshofs Württemberg-Hohenzollern und 1948 zugleich stellvertretender Vorsitzender des Kompetenzgerichtshofs Württemberg-Baden. Am 31. August 1951 trat er erneut in den Ruhestand
Von 1949 bis 1956 leitete er den neugegründeten Schwäbischen Heimatbund. 
1953 erhielt er das große Bundesverdienstkreuz.
Neuschler war evangelischer Konfession und seit 1909 mit Hilda, geborene von Willmann, verheiratet.